# Eivind Aarset
Eivind Aarset (Drøbak; 23 maart 1961) is een Noorse (bas-)gitarist en componist.

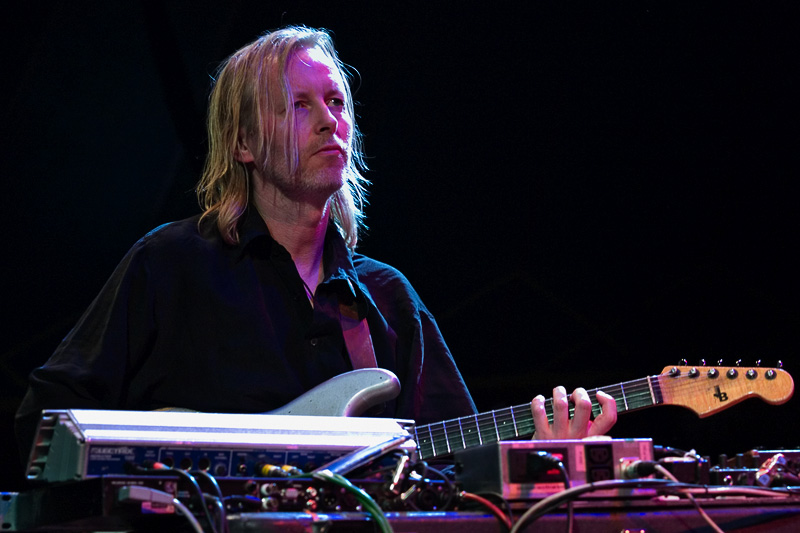
Eivind Aarset

Hij genoot zijn opleiding aan de Universiteit van Oslo (1983), en speelde in diverse gezelschappen. Het bekendst is zijn werk met Nils Petter Molvær en Ketil Bjørnstad, twee fenomenen binnen de Noorse muziekwereld. Inmiddels heeft hij ook een solocarrière opgebouwd; hij laat zich daarbij begeleiden door allerlei musici uit de rock en jazz. De muziek die hij maakt is divers van stijl; dan weer rock, dan weer jazz, een combinatie van die twee, maar ook ambient en elektronische muziek wordt gespeeld.

## Discografie
- 1998: Électronique noire
- 2001: Light extracts
- 2004: Connected
- 2007: Sonic Codex
- 2010: Live Extracts (met The Sonic Codex Orchestra)
- 2010: Ethics
- 2012: Dream Logic

- Bibsys: 98049523
- Bibliothèque nationale de France: cb140087070 (data)
- Gemeinsame Normdatei: 134834216
- International Standard Name Identifier: 0000 0000 5516 7909
- Library of Congress Control Number: n2004065632
- MusicBrainz: 21fd8769-5573-4eb0-9528-e8162c24024d
- Nationale Bibliotheek van Tsjechië: xx0029506
- Nationale Bibliotheek van Israël: 987007323475005171
- Réseau des bibliothèques de Suisse occidentale: 02-A006069848
- Istituto Centrale per il Catalogo Unico: MODV295174
- Système universitaire de documentation: 086236016
- Virtual International Authority File: 27263563
- WorldCat: E39PBJf4fktj9QF9rMb4bYwKVC